# Enver Hoxhaj
Ne pas confondre avec l'homme d'État albanais Enver Hoxha.
Enver Hoxhaj, né le 13 janvier 1969 à Suharekë, est un homme politique kosovar. Membre du Parti démocratique du Kosovo, il occupe plusieurs postes au sein du gouvernement. 

## Biographie
Hoxhaj est professeur à l'université de Pristina. Il travaille à WUS Autriche et fonde l'Institut kosovar de recherche et de documentation. En mars 2004, il rejoint le Parti démocratique du Kosovo. Il est ministre de l'Éducation, des Sciences et de la Technologie puis ministre des Affaires étrangères à deux reprises, une fois de 2011 à 2014, sous le gouvernement dirigé par Hashim Thaçi, puis en juin 2016, sous la direction du Premier ministre Isa Mustafa.